# Macronychus jaechi
Macronychus jaechi là một loài bọ cánh cứng trong họ Elmidae. Loài này được Ciampor & Kodada miêu tả khoa học năm 1998.